# Alexandra Benediktsson
Linnéa Alexandra Charlotte Benediktsson, född 22 oktober 1994, är en svensk fotbollsspelare som spelar för Piteå IF.

## Klubbkarriär
Benediktssons moderklubb är Malmö FF. Därefter spelade hon för Höllvikens GIF. I september 2011 gick Benediktsson till Limhamn Bunkeflo.
I december 2014 värvades Benediktsson av Vittsjö GIK. I november 2015 förlängde hon sitt kontrakt med ett år plus option på ytterligare ett år. I december 2017 förlängde Benediktsson sitt kontrakt med ett år. I december 2018 förlängde hon sitt kontrakt med ytterligare ett år. I december 2019 förlängde Benediktsson sitt kontrakt med ett år. Säsongen 2020 spolierades av en knäskada, men i december 2020 förlängdes kontraktet med ett år.
Den 13 december 2021 gick Benediktsson till Piteå IF, där hon skrev på ett ettårskontrakt med option om förlängning på ytterligare ett år. Efter säsongen 2022 lämnade Benediktsson klubben.

## Landslagskarriär
Benediktsson har spelat tre landskamper för Sveriges U17-landslag och 15 landskamper för U19-landslaget.